# Mulberry Street (EP)
Pour les articles homonymes, voir Mulberry Street.
Albums de Cold War Kids
With Our Wallets Full
(2006)
Mulberry Street est le premier EP du groupe Cold War Kids, sorti en 2005 sur le label Monarchy Music. Le nom de cet EP fait référence à un restaurant italien, le Mulberry St. Ristorante, situé dans le centre-ville historique de Fullerton en Californie, au-dessus duquel était l'appartement de Jonnie Russell, le guitariste/chanteur du groupe.

## Liste des titres
1. The Soloist In The Living Room - 2:09
2. Heavy Boots - 4:13
3. Quiet, Please! - 4:50
4. The Wedding - 4:29
5. In Harmony In Silver - 3:24
6. Don't Let Your Love Grow Away (from me) - 4:06